# Wo die Zitronen blühen
Wo die Zitronen blühen (Là où fleurissent les citrons ; titre original : Wo die Citronen blüh'n!) est une valse viennoise de Johann Strauss II (op. 364), écrite pour un voyage en Italie en 1874. Le titre est initialement « Bella Italia », mais Strauss finalement renomme l'œuvre. La première a lieu le 9 mai 1874 au Teatro Regio di Torino de Turin[réf. souhaitée].

## Analyse musicale
La valse commence par un solo de cor tranquille, qui se poursuit par la flûte, le hautbois et les cordes. Un crescendo introduit la première valse, dont le thème principal est une mélodie calme et fluide aux violons, destinée à refléter musicalement les beautés du paysage italien.
Le thème principal de la deuxième valse est un motif amusant et dansant. La troisième valse rappelle la première. Une section légèrement plus dramatique introduit la valse n°4. Après sa conclusion dramatique vient la coda, qui présente à nouveau le thème de la première valse.  
Malgré son swing et ses mélodies entraînantes, l'œuvre est l'une des valses les moins connues de Strauss. 

## Durée
Sa durée d'exécution est de 9 minutes et 23 secondes. Elle peut varier selon l'interprétation musicale du chef d'orchestre.

## Postérité
- Adolf Müller utilise le thème principal de cette valse en 1899 pour l'air du comte Zedlau Zedlau Was nützt der gute Vorsatz mir (A quoi me sert une bonne intention ?) du deuxième acte de l'opérette Wiener Blut, qu'il compile sur des motifs de Johann Strauss (fils)[réf. souhaitée].
- La pièce est entendue dans le film Les Roseaux sauvages, de 1994.
- La pièce est jouée lors du célèbre concert du nouvel an à Vienne : en 1951 (Clemens Krauss) ; 1965 et 1972 (Willi Boskovsky) ; 1983 (Lorin Maazel) ; 1988 (Claudio Abbaado) ; 1993 (Riccardo Mutti) ; 2007 (Zubin Mehta) ; 2013 (Franz Welser-Möst) ; 2020 (Andriss Nelsons).